# U-Bahnhof Schadowstraße

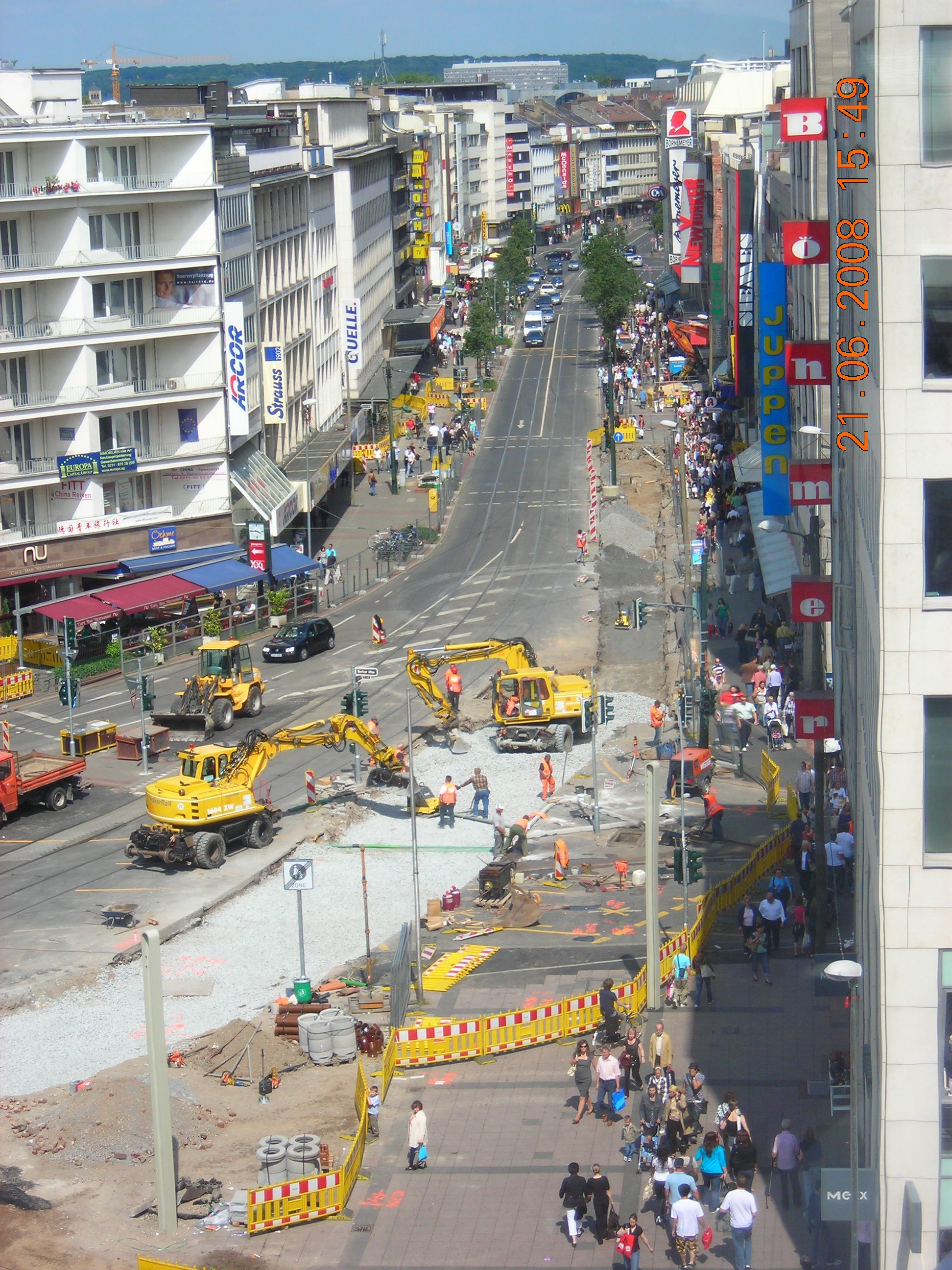
Baustelle Schadowstraße Juni 2008

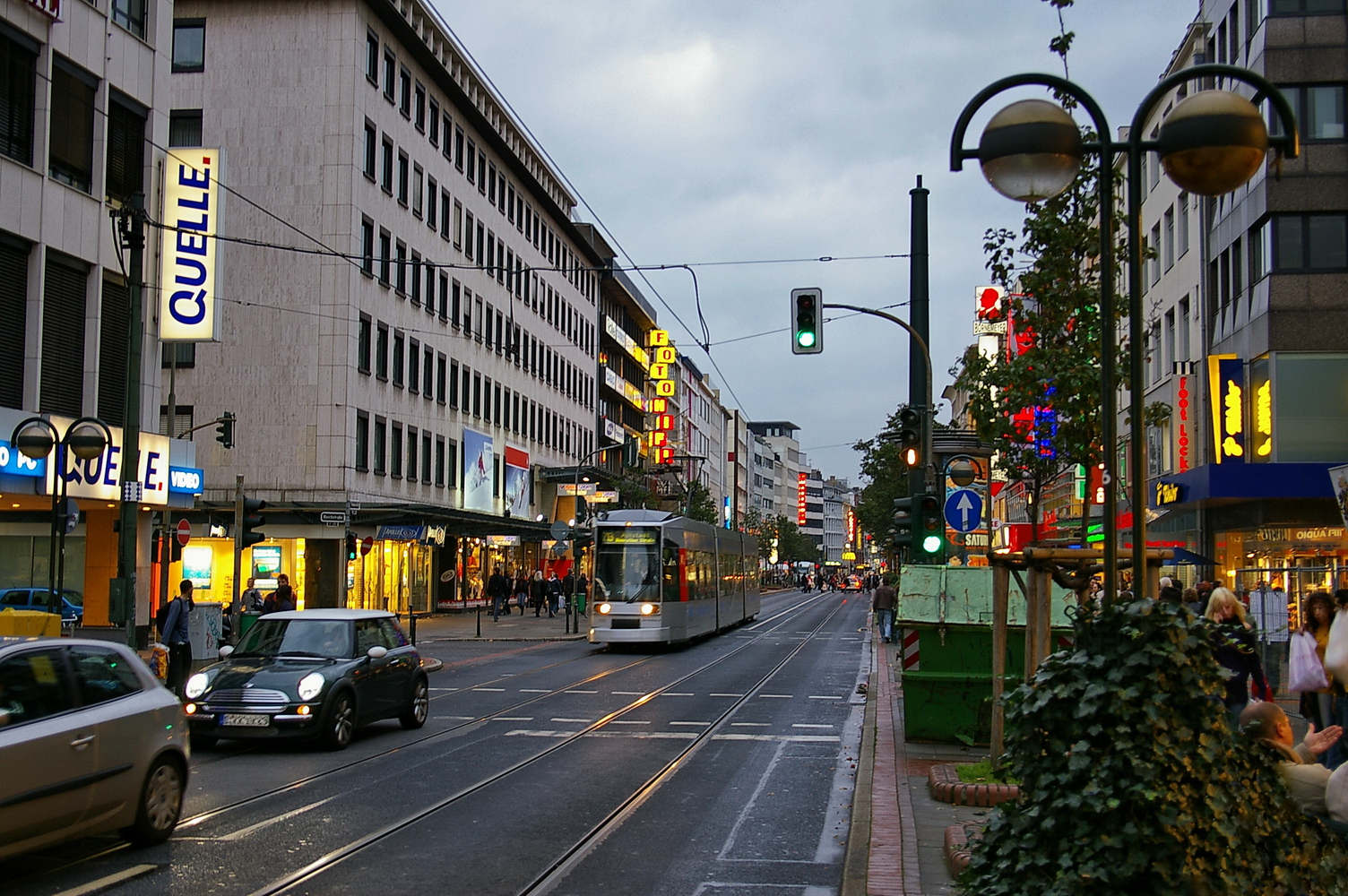
Schadowstraße in Höhe Bleichstraße. Hier werden die östlichen Ausgänge des U-Bahnhofs entstehen.

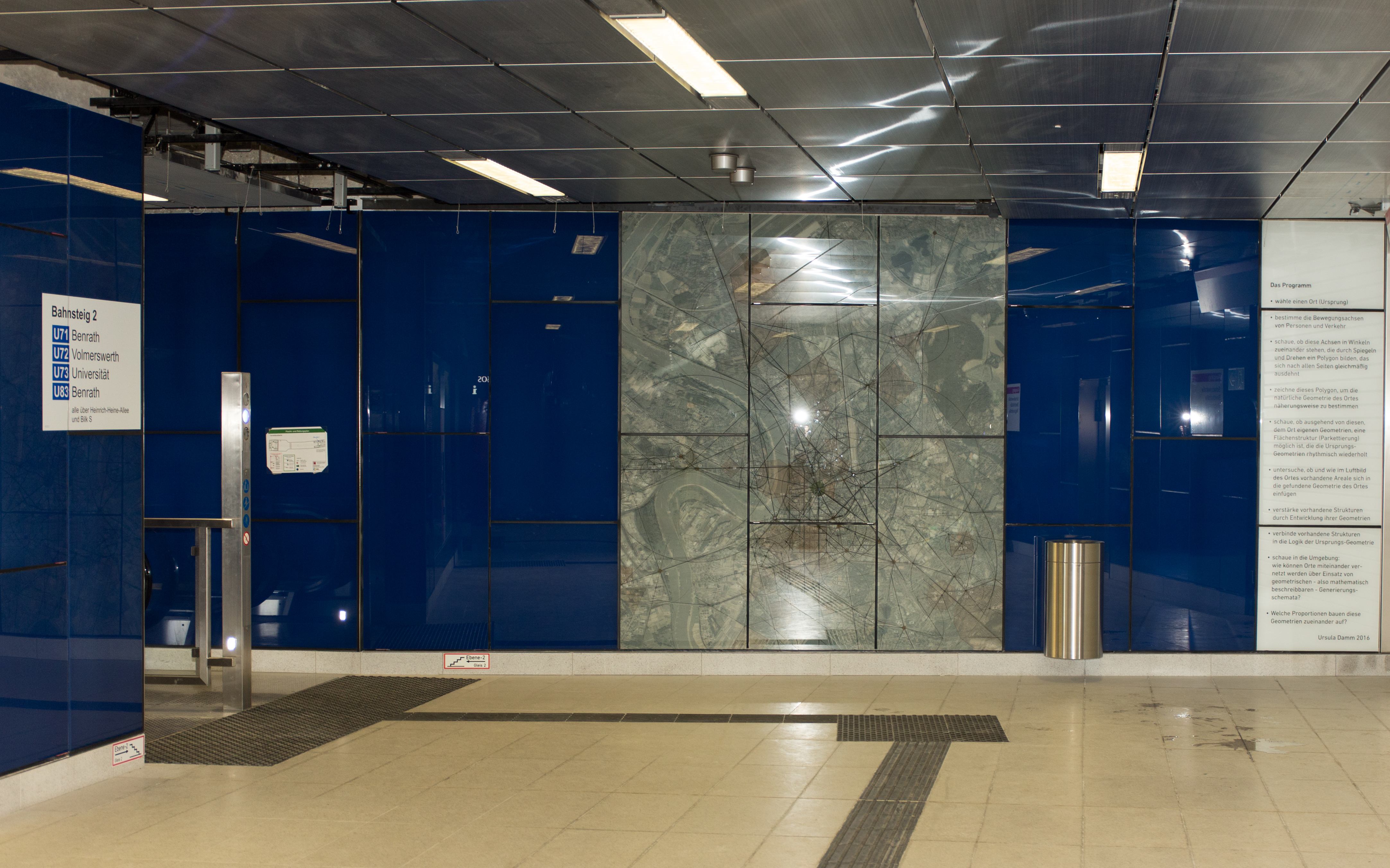
Wehrhahnlinie, Zwischengeschoss U-Bahnhof Schadowstraße

Der U-Bahnhof Schadowstraße (in der Planungsphase auch als U-Bahnhof Jan-Wellem-Platz bezeichnet) ist eine Station der Düsseldorfer Stadtbahn. Sie liegt im Verlauf der dritten Stammstrecke, der Wehrhahn-Linie, in der Innenstadt der nordrhein-westfälischen Landeshauptstadt Düsseldorf. Die Vorarbeiten für den Bau des neuen U-Bahnhofs begannen am 5. Mai 2008, dabei kam für den Rohbau die Deckelbauweise als Bauverfahren zur Anwendung. Die Eröffnung erfolgte am 20. Februar 2016.

## Lage
Der U-Bahnhof wurde an einer zentralen Stelle in der Düsseldorfer Innenstadt errichtet. Der östlich gelegene U-Bahnhof Pempelforter Straße liegt 530 m und der westlich gelegene U-Bahnhof Heinrich-Heine-Allee 390 m vom U-Bahnhof Schadowstraße entfernt. Der Baukörper folgt dem Verlauf der Schadowstraße, welche zu den wichtigsten Einkaufsstraßen in Düsseldorf zählt. An seinem westlichen Ende unterquert er die Berliner Allee, die neben dem Rheinufertunnel die wichtigste Nord-Süd-Verbindung durch die Düsseldorfer Innenstadt darstellt. Hier schließt sich auch der westliche Teil der Schadowstraße an, welcher durch das anliegende Kaufhaus von Peek & Cloppenburg sowie das Einkaufszentrum Schadow-Arkaden die Verbindung zur Königsallee herstellt. Nordöstlich schließt sich der Jan-Wellem-Platz an, der im Rahmen des städtebaulichen Projekts "Kö-Bogen" weitgehend überbaut wurde. Nördlich des U-Bahnhofs befindet sich der Gustaf-Gründgens-Platz mit dem Dreischeibenhaus und dem Schauspielhaus. Östlich führt der weitere Verlauf der Schadowstraße zu drei großen Kaufhäusern der Ketten Karstadt, Galeria Kaufhof und C&A. Im Süden führt die Berliner Allee zum Sitz der Industrie- und Handelskammer Düsseldorf und der Börse Düsseldorf.

## Geschichte
Im Zuge der Planungen zur Wehrhahn-Linie wurde der Bahnhof ursprünglich weiter westlich geplant, dementsprechend sollte er den Namen Jan-Wellem-Platz tragen um auch die Umsteigemöglichkeit zu den in Nord-Süd-Richtung verlaufenden Straßenbahnlinien zu verdeutlichen. Im Verlauf der Planung gab es Proteste der Kaufhäuser im Bereich Schadowstraße/Tonhallenstraße, die die heutige Straßenbahn-Haltestelle auf der Schadowstraße an ihrem jetzigen Standort als U-Bahnhof verwirklicht sehen wollten. Durch Einsparungen für die Bauausführung wurde dieser jedoch aus den Plänen gestrichen. Seine Aufgaben sollen nun der hier beschriebene U-Bahnhof Schadowstraße sowie der folgende U-Bahnhof Pempelforter Straße übernehmen.
Der vollzogene Namenswechsel ist in Verbindung mit dem Projekt Kö-Bogen zu sehen. Der frühere Knotenpunkt im Düsseldorfer Nahverkehr für Straßenbahnen und Busse, der Jan-Wellem-Platz, hat diese Rolle bereits durch die Eröffnung der ersten Stammstrecke der Stadtbahn verloren. Durch die Bebauung der Platz- und bisherigen Verkehrsfläche ist mit einer Entwidmung des Platzes zu rechnen.

## Bahnhofsanlage

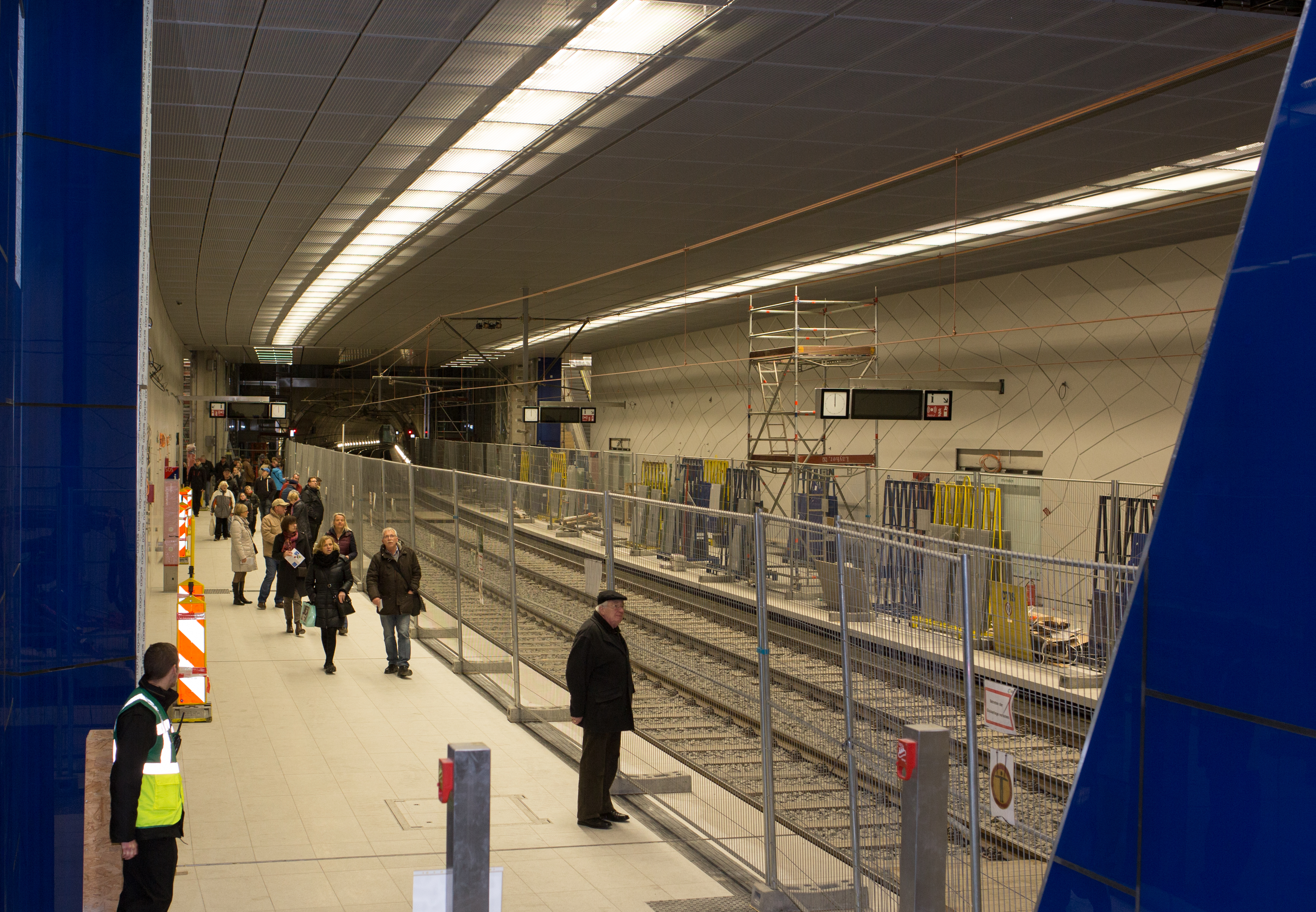
U-Bahnhof Schadowstraße in Düsseldorf, während der öffentlichen Besichtigung

Es stehen drei Treppenzugänge sowie eine Aufzuganlage entlang der Schadowstraße zur Verfügung. Im westlichen Bereich führt eine breit angelegte Treppenanlage, ergänzt um zwei Rolltreppen, in eine Verteilerebene. Dort führen der weiter östlich gelegene Aufzug und weitere Treppen zu den 4,50 Meter breiten und 90 Meter langen Seitenbahnsteigen.
Im östlichen Bereich wurden, ebenfalls über eine gemeinsame Verteilerebene miteinander verbunden, zwei Zugänge errichtet. Diese stellen die Verbindung auf der nördlichen Seite der Schadowstraße/Ecke Bleichstraße mit Treppen und auf der südlichen Seite an der Wagnerstraße mit Rolltreppen her.
Für die Gestaltung der U-Bahnhöfe der Wehrhahn-Linie wurde im Vorfeld ein Gestaltungswettbewerb durchgeführt. Der U-Bahnhof Schadowstraße wurde dadurch durch die Künstlerin Ursula Damm gestaltet. Ein Schwerpunkt dieser Gestaltung ist dabei die Verbindung der Oberfläche mit dem unterirdisch gelegenen Bahnhof. Mithilfe einer Videoinstallation wird das Geschehen an der Oberfläche über einen Lichtschacht auf eine Glasfläche im U-Bahnhof projiziert. Diese Projektion wird zuvor durch eine zwischengeschaltete Analyse verändert.
Im Zusammenhang mit dem Projekt Kö-Bogen sind umfangreiche Straßentunnelanlagen im Bereich des heutigen Jan-Wellem-Platzes erstellt worden. Der Süd-Nord-Tunnel dieser Anlage kreuzt dabei den Tunnel der Wehrhahn-Linie im Bereich des U-Bahnhofs Schadowstraße höhenfrei rechtwinklig.

## Verkehr
Der U-Bahnhof Schadowstraße befindet sich auf der dritten Stammstrecke des Düsseldorfer Stadtbahnnetzes. Seit der Eröffnung des Tunnels und der Fertigstellung des Kö-Bogens änderten sich auch die Straßenbahnlinien am Jan-Wellem-Platz. Die Straßenbahnhaltestelle wurde von Jan-Wellem-Platz auch in U-Schadowstraße umbenannt, sodass es die Haltestelle Jan-Wellem-Platz nicht mehr gibt. Seit dem 21. Februar 2016 bedienen alle vier auf dieser Strecke verkehrenden Linien den Bahnhof. Neben den Umsteigemöglichkeiten zwischen den einzelnen Stadtbahnlinien bestehen weitere Umsteigebeziehungen zu drei Straßenbahnlinien. Außerdem wurde eine Einbindung in das Netz des Düsseldorfer Nahverkehrs hergestellt.
Über die Linie aus Ratingen werden die Nachbarstadt sowie die nordöstlichen Stadtteile Rath und Grafenberg erreicht. Die in Höhe der Agentur für Arbeit abzweigende Linie bindet den Stadtteil Gerresheim an. In Richtung Altstadt besteht die Verbindung zum Umsteigepunkt Heinrich-Heine-Allee. Außerdem werden die süd- und südöstlich gelegenen Stadtteile Bilk, Volmerswerth, Wersten, Holthausen und Benrath angebunden.
Alle hier verkehrenden Stadtbahnlinien werden von der Düsseldorfer Rheinbahn mit niederflurigen Stadtbahnfahrzeugen des Typs NF8U betrieben.
| Linie | Linienverlauf | Takt   |
| ----- | --- | ------ |
|       | ( D-Rath 1 – Rotdornstraße – D-Rath Mitte – Am Schein – Haeselerstraße – ) Heinrichstraße 2 – Hansaplatz – Grunerstraße – Brehmplatz – Schillerplatz – Uhlandstraße – D-Wehrhahn – U Pempelforter Straße – U Schadowstraße – U Heinrich-Heine-Allee – U Benrather Straße – U Graf-Adolf-Platz – U Kirchplatz – D-Bilk – Suitbertusstraße – Südring – Flehe, Aachener Platz – Volmerswerther Straße – Krahkampweg – D-Volmerswerth, Hellriegelstraße3 Niederflurbetrieb der Rheinbahn; Abschnitt 2–3 dieser Linie gehört zum Düsseldorfer Nachtnetz; Abschnitt 1–2: Betrieb nur Mo–Fr 6–20 Uhr und Sa 9–20 Uhr; Abweichender Takt im Abschnitt 2–3: samstags 0–4 Uhr alle 30 min und 9–20 Uhr alle 10 min sowie sonn- und feiertags 0–4 Uhr und 5–9 Uhr alle 30 min und 13–20 Uhr alle 15 min | 20 min |
|       | Ratingen Mitte – Weststraße – Europaring – Gerhardstraße – Ratingen, Felderhof – D-Hubertushain – Hirschweg – Oberrath – Rather Waldstadion (D-Rath , 400 m) – Rather Broich – Mörsenbroicher Weg – Graf-Recke-Straße – Vautierstraße – Schlüterstraße/Arbeitsagentur – Engerstraße – Lindemannstraße – Uhlandstraße – D-Wehrhahn – U Pempelforter Straße – U Schadowstraße – U Heinrich-Heine-Allee – U Benrather Straße – U Graf-Adolf-Platz – U Kirchplatz – D-Bilk – Karolingerplatz – Auf’m Hennekamp – Uni-Kliniken – Universität Nord/Christophstraße – Südpark – Werstener Dorfstraße – Opladener Straße – Ickerswarder Straße – Elbruchstraße – Holthausen – Niederheid – Am Trippelsberg – Schöne Aussicht – Kappeler Straße – Schloss Benrath – Urdenbacher Allee – D-Benrath – D-Benrath, Betriebshof Niederflurbetrieb der Rheinbahn; Linie gehört zum Düsseldorfer Nachtnetz; Abweichender Takt: So 13–20 Uhr alle 15 min, Mo–Fr 21–23, Sa–So 20–23 Uhr, Sa 6–9 Uhr und So 9–13 Uhr alle 20 min, Sa–So 0–4 Uhr und So 5–9 Uhr alle 30 min | 10 min |
|       | D-Gerresheim – Morper Straße –Hardenbergstraße – Dörpfeldstraße – Schönaustraße – Gerresheim Rathaus – Von-Gahlen-Straße – Friedingstraße – Auf der Hardt/LVR-Klinikum → Vor der Hardt – Pöhlenweg – Staufenplatz – Schlüterstraße/Arbeitsagentur – Engerstraße – Lindemannstraße – Uhlandstraße – D-Wehrhahn – U Pempelforter Straße – U Schadowstraße – U Heinrich-Heine-Allee – U Benrather Straße – U Graf-Adolf-Platz – U Kirchplatz – D-Bilk – Karolingerplatz – Auf’m Hennekamp – Uni-Kliniken – Universität Nord/Christophstraße – Südpark – D-Universität Ost/Botanischer Garten Niederflurbetrieb der Rheinbahn; Linie gehört nicht zum Düsseldorfer Nachtnetz; Abweichender Takt: So 13–20 Uhr alle 15 min, Mo–Fr 21–0 Uhr (ab 29.08.2018, davor 20–0 Uhr), Sa 6–9 Uhr und So 9–13 Uhr alle 20 min, Sa–So 5–9 Uhr alle 30 min | 10 min |
|       | D-Gerresheim, Krankenhaus – Heinrich-Könn-Straße – Auf der Hardt/LVR-Klinikum – Pöhlenweg – Staufenplatz – Schlüterstraße/Arbeitsagentur – Engerstraße – Lindemannstraße – Uhlandstraße – D-Wehrhahn – U Pempelforter Straße – U Schadowstraße – U Heinrich-Heine-Allee – U Benrather Straße – U Graf-Adolf-Platz – U Kirchplatz – D-Bilk – Suitbertusstraße – Südring – Flehe, Aachener Platz – Volmerswerther Straße – Krahkampweg – D-Volmerswerth, Hellriegelstraße Niederflurbetrieb der Rheinbahn; Linie gehört nicht zum Düsseldorfer Nachtnetz Abweichender Takt: Mo–Sa 21–0 Uhr und So alle 30 Minuten | 20 min |

Es bestehet die Umsteigemöglichkeit zu folgenden Straßenbahnlinien:
| Linie | Linienverlauf |
| ----- | --- |
| 701   | D-Rath, DOME/Am Hülserhof1 – PSD Bank Dome – Wahlerstr./JVA – D-Rath 2 – D-Rath Mitte – Mörsenbroich, Heinrichstraße 3 – Derendorf – Derendorf, Rather Straße/Hochschule HSD – Pempelfort, Dreieck4 – Venloer Str. – Nordstraße – Pempelfort, Sternstraße – Stadtmitte, Schadowstraße – Steinstraße – Stadtmitte, Berliner Allee4 – D-Friedrichstadt, Helmholtzstraße – Sonnenstraße (Friedrichstadt ) – Oberbilk, Kruppstraße – D-Oberbilk – Lierenfeld, Schlesische Straße – D-Eller Mitte – Eller, Vennhauser Allee 5 Betrieb im Standardtakt der Düsseldorfer Straßenbahnen; weitere Haltestellen nur im Abschnitt 2–5, aber alle Umsteigehaltestellen sind aufgeführt. |
| 705   | D-Unterrath 1 – Unterrath, Eckenerstraße – Großmarkt – Johannstraße – Derendorf, Spichernplatz2 – Pempelfort, Dreieck3 – Venloer Str. – Nordstraße – Pempelfort, Sternstraße – Stadtmitte, Schadowstraße – Steinstraße – Stadtmitte, Berliner Allee5 – Friedrichstadt, Corneliusstraße – Morsestraße – Bilk, Karolingerplatz 6 – Kopernikusstraße → Am Steinberg ← Moorenstraße ← Merowingerplatz ← Bilk, Merowingerstraße7 Betrieb im Standardtakt der Düsseldorfer Straßenbahnen; Abschnitt 1–2 wird nur Mo–Fr 6–20 Uhr alle 20 min bedient; weitere Haltestellen nur in den Abschnitten 1–3 und 4–5, aber alle Umsteigehaltestellen sind aufgeführt. |
| 706   | D-Hamm 1 – Hammer Dorfstraße – Hemmersbachweg – Franziusstraße – Unterbilk, Bilker Kirche – Unterbilk, Stadttor – Landtag/Kniebrücke – Graf-Adolf-Platz 2 – Stadtmitte, Berliner Allee – Steinstraße – Stadtmitte, Schadowstraße – Pempelfort, Sternstraße – Marienhospital – Pempelfort, Stockkampstraße3 – D-Zoo – Düsseltal, Brehmplatz – Lindemannstraße – Flingern-Nord, Lindenstraße – D-Flingern – Flingern-Süd, Kettwiger Straße – Oberbilker Markt/Warschauer Straße – Flügelstraße – Kruppstraße – D-Volksgarten – Bilk, Kopernikusstraße4 → Am Steinberg ← Moorenstraße ← Merowingerplatz ← Bilk, Merowingerstraße Betrieb im Standardtakt der Düsseldorfer Straßenbahnen; weitere Haltestellen nur in den Abschnitten 1–2 und 3–4, aber alle Umsteigehaltestellen sind aufgeführt. |

## Weiterführende Informationen

Logo der Stadtbahn Rhein-Ruhr